# Câu lạc bộ bóng đá BG Pathum United
Câu lạc bộ bóng đá BG Pathum United (tiếng Thái: สโมสรฟุตบอลบีจี ปทุม ยูไนเต็ด) là một câu lạc bộ bóng đá chuyên nghiệp Thái Lan có trụ sở tại tỉnh Pathum Thani và được quản lý bởi BG FC Sport Co., Ltd. là một công ty con của Tập đoàn Bangkok Glass. Bangkok Glass FC thi đấu tại Thai League 1.
Biệt danh "The Rabbits" bắt nguồn từ cung hoàng đạo Trung Quốc của chủ tịch câu lạc bộ đầu tiên, Pavin Bhirombhakdi, người sinh ra trong Năm con thỏ.
Câu lạc bộ đã giành được 1 danh hiệu Thai League 1, 1 danh hiệu Thai League 2, 1 Thai FA Cup, 1 Thai League Cup và 2 Thailand Champions Cup .

## Sân vận động
Sân vận động BG, trước đây được gọi là Sân vận động LEO được mở cửa vào năm 2010 sau khi được cải tạo trên khu đất liền kề với công ty Bangkok Glass. Nó nằm ở Pathum Thani. Ban đầu nó được sử dụng bởi nhân viên công ty Bangkok Glass. Sau khi Bangkok Glass mua nhượng quyền của Krung Thai Bank để tham gia Thai League 1, họ sử dụng Sân vận động BG làm sân nhà của riêng họ. Sức chứa của sân vận động là 16.014,. Năm 2018, sân vận động BG đã được lắp đặt sân thể thao cỏ tự nhiên.
| Tọa độ                                            | Vị trí      | Sân vận động    | Sức chứa | Năm                |
| ------------------------------------------------- | ----------- | --------------- | -------- | ------------------ |
| 14°00′02″B 100°40′45″Đ / 14,000649°B 100,679028°Đ | Pathumthani | Sân vận động BG | 13.000   | Hiện tại 2010 2010 |

## Kết quả thi đấu các giải châu Á
| Mùa giải | Giải đấu                                  | Vòng đấu    | Câu lạc bộ             | Sân nhà              | Sân khách            | Kết quả              |
| -------- | ----------------------------------------- | ----------- | ---------------------- | -------------------- | -------------------- | -------------------- |
| 2015     | AFC Champions League                      | Vòng loại 2 | Johor Darul Ta'zim     | 3–0                  | 3–0                  | 3–0                  |
| 2015     | AFC Champions League                      | Vòng loại 3 | Bắc Kinh Quốc An       | 0–3                  | 0–3                  | 0–3                  |
| 2021     | AFC Champions League                      | Bảng F      | Kaya FC                | 4–1                  | 1–0                  | Hạng nhì             |
| 2021     | AFC Champions League                      | Bảng F      | Ulsan Hyundai          | 0–2                  | 0–2                  | Hạng nhì             |
| 2021     | AFC Champions League                      | Bảng F      | Viettel                | 2–0                  | 3–1                  | Hạng nhì             |
| 2021     | AFC Champions League                      | Vòng 16 đội | Jeonbuk Hyundai Motors | 1–1 (s.h.p.) (2–4 p) | 1–1 (s.h.p.) (2–4 p) | 1–1 (s.h.p.) (2–4 p) |
| 2022     | AFC Champions League                      | Bảng G      | Melbourne City         | 1–1                  | 0–0                  | Hạng một             |
| 2022     | AFC Champions League                      | Bảng G      | Jeonnam Dragons        | 0–0                  | 2–0                  | Hạng một             |
| 2022     | AFC Champions League                      | Bảng G      | United City            | 5–0                  | 3–1                  | Hạng một             |
| 2022     | AFC Champions League                      | Vòng 16 đội | Kiệt Chí               | 4–0                  | 4–0                  | 4–0                  |
| 2022     | AFC Champions League                      | Tứ kết      | Urawa Red Diamonds     | 0–4                  | 0–4                  | 0–4                  |
| 2023–24  | AFC Champions League                      | Vòng loại 3 | Cảng Thượng Hải        | 3–2                  | 3–2                  | 3–2                  |
| 2023–24  | AFC Champions League                      | Bảng I      | Ulsan Hyundai          | 1–3                  | 1–3                  | Hạng bốn             |
| 2023–24  | AFC Champions League                      | Bảng I      | Johor Darul Ta'zim     | 2–4                  | 1–4                  | Hạng bốn             |
| 2023–24  | AFC Champions League                      | Bảng I      | Kawasaki Frontale      | 2–4                  | 2–4                  | Hạng bốn             |
| 2024–25  | Giải vô địch bóng đá các câu lạc bộ ASEAN | Bảng A      | PSM Makassar           | 0–0                  | 0–0                  | Hạng một             |
| 2024–25  | Giải vô địch bóng đá các câu lạc bộ ASEAN | Bảng A      | PKR Svay Rieng         | 2–1                  | 2–1                  | Hạng một             |
| 2024–25  | Giải vô địch bóng đá các câu lạc bộ ASEAN | Bảng A      | Đông Á Thanh Hóa       | 1–1                  | 1–1                  | Hạng một             |
| 2024–25  | Giải vô địch bóng đá các câu lạc bộ ASEAN | Bảng A      | Shan United            | 4–1                  | 4–1                  | Hạng một             |
| 2024–25  | Giải vô địch bóng đá các câu lạc bộ ASEAN | Bảng A      | Terengganu             | 4–3                  | 4–3                  | Hạng một             |
| 2024–25  | Giải vô địch bóng đá các câu lạc bộ ASEAN | Bán kết     | Buriram United         | 0–0                  | 1–3                  | 1–3                  |

## Kỷ lục theo mùa
| Season  | League   | League | League | League | League | League | League | League | League | FA Cup | League Cup | Kor Royal Cup | Thailand Champions Cup | AFC Champions League | Other              | Top scorer                        | Top scorer |
| Season  | Division | P      | W      | D      | L      | F      | A      | Pts    | Pos    | FA Cup | League Cup | Kor Royal Cup | Thailand Champions Cup | AFC Champions League | Other              | Name                              | Goals      |
| ------- | -------- | ------ | ------ | ------ | ------ | ------ | ------ | ------ | ------ | ------ | ---------- | ------------- | ---------------------- | -------------------- | ------------------ | --------------------------------- | ---------- |
| 2009    | TPL      | 30     | 16     | 8      | 6      | 45     | 31     | 56     | 3rd    | QF     | –          | –             | –                      | –                    | Singapore Cup – RU | Nantawat Tansopa                  | 8          |
| 2010    | TPL      | 30     | 12     | 9      | 9      | 48     | 38     | 45     | 5th    | R3     | QF         | –             | –                      | –                    | Singapore Cup – W  | Chatree Chimtalay                 | 10         |
| 2011    | TPL      | 34     | 15     | 8      | 11     | 55     | 41     | 53     | 5th    | R4     | R3         | –             | –                      | –                    | –                  | Sarayuth Chaikamdee               | 15         |
| 2012    | TPL      | 34     | 10     | 15     | 9      | 53     | 39     | 45     | 8th    | SF     | SF         | –             | –                      | –                    | –                  | Samuel Ajayi                      | 11         |
| 2013    | TPL      | 32     | 14     | 8      | 10     | 32     | 40     | 50     | 5th    | RU     | R2         | –             | –                      | –                    | –                  | Chatree Chimtalay                 | 10         |
| 2014    | TPL      | 38     | 14     | 7      | 17     | 70     | 65     | 49     | 10th   | W      | QF         | –             | –                      | –                    | –                  | Lazarus Kaimbi                    | 12         |
| 2015    | TPL      | 34     | 15     | 11     | 8      | 47     | 38     | 56     | 6th    | R4     | R3         | RU            | –                      | Play-off             | –                  | Darko Tasevski Aridane            | 9          |
| 2016    | TL       | 31     | 18     | 3      | 10     | 62     | 41     | 57     | 3rd    | R2     | R2         | –             | –                      | –                    | –                  | Ariel Rodríguez                   | 19         |
| 2017    | T1       | 34     | 16     | 8      | 10     | 63     | 44     | 56     | 5th    | R3     | R1         | –             | –                      | –                    | –                  | Jhasmani Campos Surachat Sareepim | 10         |
| 2018    | T1       | 34     | 11     | 9      | 14     | 55     | 46     | 42     | 14th   | R2     | RU         | –             | –                      | –                    | –                  | David Bala Surachat Sareepim      | 8          |
| 2019    | T2       | 34     | 24     | 6      | 4      | 76     | 27     | 78     | 1st    | R2     | QF         | –             | –                      | –                    | –                  | Barros Tardeli                    | 18         |
| 2020–21 | T1       | 30     | 24     | 5      | 1      | 54     | 13     | 77     | 1st    | R2     | –          | –             | –                      |                      | –                  | Victor Cardozo                    | 15         |
| 2021–22 | T1       | 30     | 17     | 9      | 4      | 52     | 27     | 60     | 2nd    | QF     | QF         | W             |                        | R16                  | –                  | Diogo                             | 10         |
| 2022–23 | T1       | 30     | 12     | 5      | 13     | 42     | 39     | 41     | 9th    | QF     | RU         | W             | QF                     | –                    | –                  | Teerasil Dangda                   | 11         |
| 2023–24 | T1       | 30     | 15     | 9      | 6      | 59     | 38     | 54     | 4th    | R2     | W          | –             | GS                     | –                    | –                  | Ikhsan Fandi                      | 8          |

| Vô địch | Á quân | Vị trí thứ ba | Quảng bá | Rớt hạng |

| - P = Played - W = Games won - D = Games drawn - L = Games lost - F = Goals for - A = Goals against - Pts = Points - Pos = Final position | - TPL = Thai Premier League - TL = Thai League - T1 = Thai League 1 | - QR1 = First Qualifying Round - QR2 = Second Qualifying Round - QR3 = Third Qualifying Round - QR4 = Fourth Qualifying Round - RInt = Intermediate Round - R1 = Round 1 - R2 = Round 2 - R3 = Round 3 | - R4 = Round 4 - R5 = Round 5 - R6 = Round 6 - GR = Group Stage - QF = Quarter-finals - SF = Semi-finals - RU = Runners-up - S = Shared - W = Winners |

## Đội hình hiện tại
Tính đến mùa giải 2024-25
Ghi chú: Quốc kỳ chỉ đội tuyển quốc gia được xác định rõ trong điều lệ tư cách FIFA. Các cầu thủ có thể giữ hơn một quốc tịch ngoài FIFA.
| Số | VT | Quốc gia   | Cầu thủ                        |
| -- | -- | ---------- | ------------------------------ |
| 2  | HV | Thái Lan   | Sanchai Nontasila              |
| 5  | TV | Thái Lan   | Kritsada Kaman                 |
| 7  | TĐ | Hà Lan     | Lars Veldwijk                  |
| 8  | TV | Thái Lan   | Airfan Doloh                   |
| 9  | TĐ | Thái Lan   | Surachat Sareepim              |
| 10 | TĐ | Thái Lan   | Teerasil Dangda                |
| 13 | HV | Thái Lan   | Marco Ballini                  |
| 14 | TV | Costa Rica | Freddy Álvarez                 |
| 17 | TV | Nhật Bản   | Notsuda Gakuto                 |
| 18 | TV | Thái Lan   | Chanathip Songkrasin (Captain) |
| 19 | TV | Thái Lan   | Thanadol Kaosaart              |
| 22 | TĐ | Thái Lan   | Chananan Pombuppha             |
| 23 | HV | Thái Lan   | Santiphap Channgom             |

| Số | VT | Quốc gia  | Cầu thủ                |
| -- | -- | --------- | ---------------------- |
| 28 | TM | Thái Lan  | Saranon Anuin          |
| 29 | HV | Thái Lan  | Warinthon Jamnongwat   |
| 38 | TM | Thái Lan  | Nattapong Khajohnmalee |
| 45 | TĐ | Thái Lan  | Nattawut Suksum        |
| 69 | HV | Pháp      | Seydine N'Diaye        |
| 75 | TĐ | Brasil    | Raniel                 |
| 77 | TV | Thái Lan  | Sivakorn Tiatrakul     |
| 78 | HV | Pháp      | Christian Gomis        |
| 81 | HV | Thái Lan  | Waris Choolthong       |
| 85 | TM | Thái Lan  | Issarapong Waewdee     |
| 91 | TĐ | Singapore | Ilhan Fandi            |
| 93 | TM | Thái Lan  | Pisan Dorkmaikaew      |
| 99 | TĐ | Singapore | Ikhsan Fandi           |

### Cầu thủ được cho mượn
Ghi chú: Quốc kỳ chỉ đội tuyển quốc gia được xác định rõ trong điều lệ tư cách FIFA. Các cầu thủ có thể giữ hơn một quốc tịch ngoài FIFA.
| Số | VT | Quốc gia | Cầu thủ                              |
| -- | -- | -------- | ------------------------------------ |
| 3  | HV | Thái Lan | Shinnaphat Leeaoh (at Ratchaburi)    |
| 4  | TV | Thái Lan | Chaowat Veerachat (at Chonburi)      |
| 24 | TV | Thái Lan | Jaroensak Wonggorn (at Cerezo Osaka) |

| Số | VT | Quốc gia | Cầu thủ                                |
| -- | -- | -------- | -------------------------------------- |
| 31 | HV | Thái Lan | Thawatchai Inprakhon (at Nara Club)    |
| 55 | HV | Thái Lan | Chanapach Buaphan (at Nara Club)       |
| 90 | TĐ | Uganda   | Melvyn Lorenzen (at Muangthong United) |
| —  | TV | Thái Lan | Ekanit Panya ( at Ehime FC)            |

## Cán bộ câu lạc bộ

### Nhân viên huấn luyện
| Chức vụ                  | Cán bộ                            |
| ------------------------ | --------------------------------- |
| Giám đốc                 | Anthony Hudson                    |
| Quản lý đội              | Surachai Jaturapattarapong        |
| Trợ lý giám đốc          | Amnaj Kaewkiew                    |
| HLV thủ môn              | Kittisak Rawangpa                 |
| Huấn luyện viên thể hình | Sirisak Ketjantra Attapon Boonsan |
| Giám đốc bóng đá         | Hans R. Emser                     |

## Lịch sử quản lý
| Tên                                         | Tự nhiên    | Giai đoạn                             | Danh dự                                                                |
| ------------------------------------------- | ----------- | ------------------------------------- | ---------------------------------------------------------------------- |
| Hans Rudolf Emser                           | Đức         | Tháng 3 năm 2009 - Tháng 6 năm 2009   | Á quân Singapore Cup 2009                                              |
| Surachai Jaturapattarapong                  | Thái Lan    | Tháng 6 năm 2009 - Tháng 6 năm 2010   | Á quân Singapore Cup 2009 / Siêu cúp Thái Lan 2009 / Cúp Nữ hoàng 2010 |
| Carlos Roberto                              | Brasil      | Tháng 6 năm 2010 - Tháng 10 năm 2010  |                                                                        |
| Supasin Leelarit (Quản lý)                  | Thái Lan    | Tháng 10 năm 2010 - Tháng 12 năm 2010 | Cúp Singapore 2010                                                     |
| Sathit Bensoh                               | Thái Lan    | Tháng 12 năm 2010 - Tháng 3 năm 2011  |                                                                        |
| Arjhan Srong-ngamsub                        | Thái Lan    | Tháng 3 năm 2011 - Tháng 12 năm 2011  |                                                                        |
| Surachai Jaturapattarapong                  | Thái Lan    | Tháng 1 năm 2012 - Tháng 10 năm 2012  |                                                                        |
| Phil Stubbins                               | Anh         | Tháng 10 năm 2012 - Tháng 3 năm 2013  |                                                                        |
| Anurak Srikerd (Người chăm sóc)             | Thái Lan    | Tháng 3 năm 2013 - Tháng năm 2013     |                                                                        |
| Attaphol Buspakom                           | Thái Lan    | Tháng năm 2013 - Tháng 6 năm 2014     | Á quân FA Cup 2013                                                     |
| Anurak Srikerd (Người chăm sóc)             | Thái Lan    | Tháng 6 năm 2014 - Tháng 11 năm 2014  | Cúp FA Thái Lan 2014                                                   |
| Ricardo Rodríguez                           | Tây Ban Nha | Tháng 11 năm 2014 - Tháng 11 năm 2015 | Á quân Cúp Hoàng gia 2015                                              |
| Anurak Srikerd                              | Thái Lan    | Tháng 11 năm 2015 - Tháng 6 năm 2016  |                                                                        |
| Aurelio Vidmar                              | Úc          | Tháng 8 năm 2016 - Tháng 7 năm 2017   |                                                                        |
| Surachai Jaturapattarapong (Người chăm sóc) | Thái Lan    | Tháng 7 năm 2017 - Tháng 11 năm 2017  |                                                                        |
| Josep Ferré                                 | Tây Ban Nha | Tháng 11 năm 2017 - Tháng 3 năm 2018  |                                                                        |
| Anurak Srikerd                              | Thái Lan    | Tháng 4 năm 2018 - Tháng 10 năm 2018  |                                                                        |
| Dusit Chalermsan                            | Thái Lan    | Tháng 10 năm 2018 - Tháng 4 năm 2021  |                                                                        |